# Steinernes Tor (Tirol)
Das Steinerne Tor ist ein 1955 m ü. A. hoher alpiner Übergang im Rofan am Achensee in Tirol. Es wird gebildet durch einen markanten Einschnitt im felsigen Verbindungskamm zwischen Klobenjoch und Streichkopf. Durch das Steinerne Tor führt ein Wanderweg, welcher Dalfazalm und Kotalm verbindet.

## Abgrenzung
Die oftmals im Zusammenhang mit dem Steinernen Tor erwähnte Höhe 1976 m bezieht sich auf den etwa 100 m östlich vom Steinernen Tor gelegenen Kotalmsattel. Über den Kotalmsattel verläuft der Weg Richtung Streichkopf und Hochiss.

## Bildergalerie

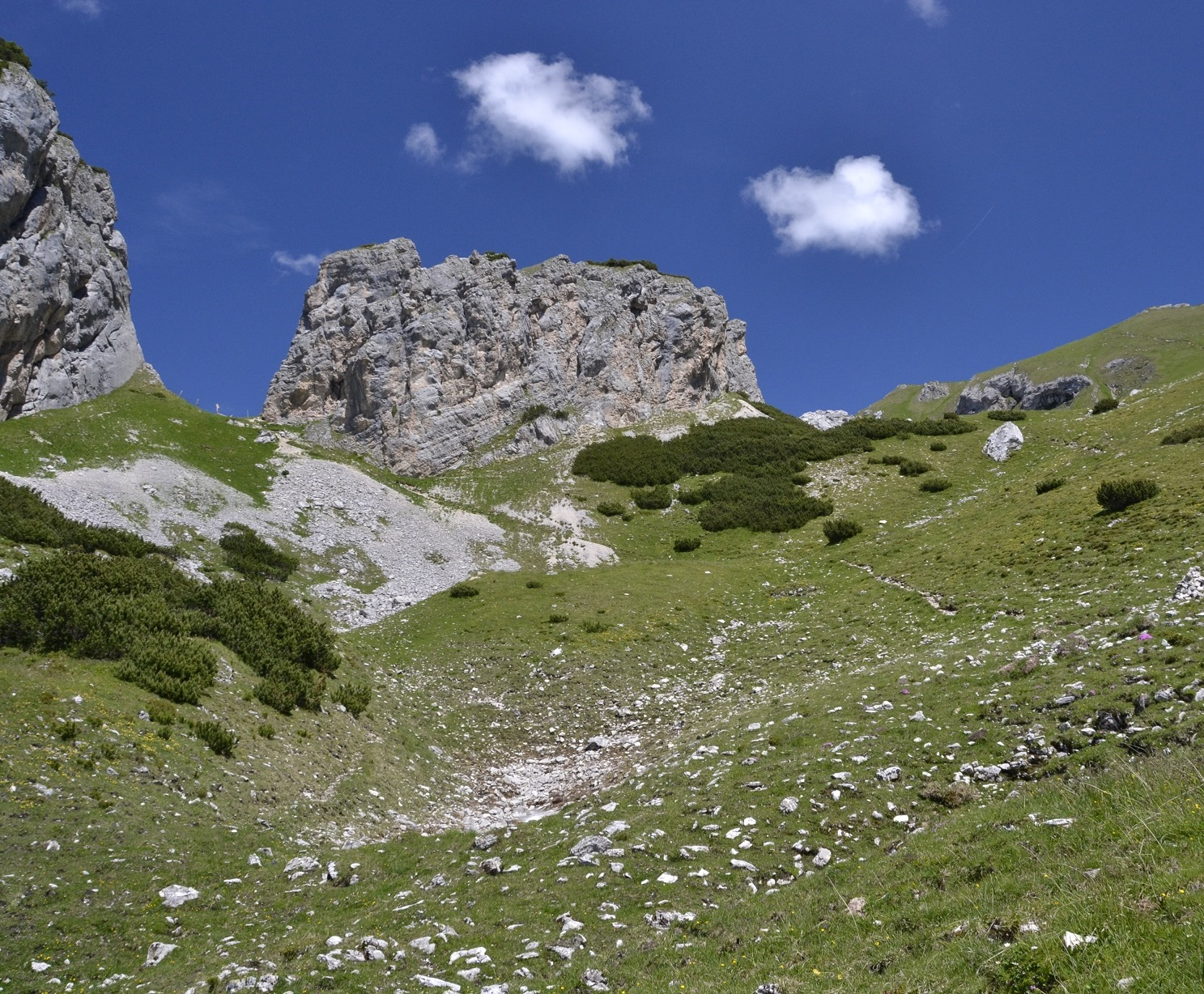
Die Südseite; links Steinernes Tor, rechts Kotalmsattel